# Евжен Неуступни
Евжен Неуступни (на чешки: Evžen Neustupný) е чешки археолог, почетен професор на  Западночешкия университет в гр. Пилзен (Чехия). Разширените му знания в областта на лингвистиката, природните науки и математиката формират основата, върху която изгражда своя светоглед и му позволяват да възприема историята не само като разказ за минали събития, а като система от взаимосвързани факти и обстоятелства. Той е известен със своя нестандартен поглед върху информационния потенциал на артефактите и връзките на праисторическите общества със заобикалящата ги среда.

## Биография
Евжен Неуступни е роден на 31 октомври 1933 г. в гр. Прага, Чехословакия. Баща му е археологът – музеолог Иржи Неуступни (1905 – 1981), който е бил професор в Карловия университет в Прага. Семейната среда и интелектуалните срещи на баща му оказват силно влияние върху творческата кариера на Евжен. Има брат близнак, който е лингвист. След окупацията на Чехословакия през 1968 г. той емигрира и изгражда успешна кариера в чужбина.
Евжен Неуступни следва праистория и египтология във Философския факултет на Карловия университет (1952 – 1957 г.). 
Животът на Евжен Неуступни е неразривно свързан с Археологическия институт към Чешката академия на науките в гр. Прага, в който работи от 1957 до 1998 г. През 1966 г. защитава докторат. През периода 1990 – 1993 г. е директор на института. През 1996 г. става преподавател във Философския университет в Масариковия университет в Бърно. През 1998 г. става доцент и завеждащ катедрата по археология във Философския факултет на Западночешкия университет в Пилзен. През 2002 г. е избран за почетен професор в същия университет.
Името на Евжен Неуступни е свързано с разнообразни теоретични и методологични разработки в областта на археологията. Той е най-известен с труда си „The Archaeology of Artefacts“. Още в първата си публикация „Очерк за праисторията на Чехословакия“ (1960) , написана съвместно с баща му Иржи Неуступни, той се опитва да преосмисли тогавашните представи за праисторията на Чехословакия и да предложи нова концепция за нейното развитие, което предизвиква бурна реакция сред академичната общност. По-късно, в студията си „За началото на патриархата в Средна Европа“ (1967) той въвежда елементи, свързани със земеделието — като ралото и отглеждането на впрегатни животни — определяйки ги като ключови за социалното структуриране на праисторическото общество. Тогава използването на марксистки понятия тушира първоначалното негативно отношение към него.
Евжен Неуступни започва активно да се занимава с проблемите на радиовъглеродното датиране (14С) и по-специално с калибрирането на получените лабораторни дати още от началото на 60-те години на XX век. Постепенно се превръща в един от водещите пропагандатори на този нов за времето си метод за датиране. Той е и единственият археолог, който през 1969 г. участва в специализираната конференция в Стокхолм, посветена на 14C датирането. На тази конференция се среща и с нобеловия лауреат Уилард Либи, откривател на метода за радиовъглеродно датиране.
Окупацията на Чехословакия през 1968 г., която слага край на всякакви надежди за демократично развитие на страната, става повратна точка в неговия живот. Прекъсват се контактите му с колегите в чужбина. За него, както и за много други учени в Чехословакия, настъпват трудните години на т. нар. „нормализация“. Той не избира пътя на емиграцията, към който се обръща неговият брат близнак. Това решение е базирано на виждането му, че „… все някой трябва и да остане…“. То е успешно за чешката археология, но не и за него лично. Поставен в изолация и несигурен за мястото си в Археологическия институт, той започва да разработва редица теоретични въпроси. Самостоятелно разработва иновативни за времето си теми, като: използването на квантитативно-мултивариантните методи в археологията, теорията на археологическите парадигми, дедуктивния модел на познанието, миграцията през праисторията, праисторическата демография, тафономията на поселищните артефакти и други. През 1993 г. успява да публикува част от тези свои изследвания в книгата Archaeological Method, Cambridge 1993.
През 80-те години на XX век Евжен Неуступни започва да развива темата „Теория на селищния ареал“, която става известна като „пространствена археология“. Това е едно от неговите най-значими постижения. В тази разработка той анализира въпросите за структурата на селищното пространство като резултат от сложни социални взаимоотношения и комуникации през праисторията. Автор е на световно признатата концепция за структуриране на ландшафтното пространство според спецификата на различните производствени дейности, което лежи в основата на по-късните пространствени анализи, включващи данни за експлоатацията на природните ресурси от праисторическите общества. Тези идеи той доразвива в книгата Space in Prehistoric Bohemia, издадена през 1998 г. По-късно допълва тази теория, като нестандартно интегрира и данни от географската информационна система (GIS). Това негово изследване оказва трайно влияние сред младите археолози. Същевременно той активно участва в дискусии относно значението на понятието „праисторическа култура“ и в причините за редица миграционни процеси през праисторията.
През 1989 г., годината на промените в целия Източен блок, Евжен Неуступни достига възрастта, в която мнозина биха предпочели спокойствието на по-лек живот. За него обаче това не е така. През 1990 г. той единодушно е избран за директор на Археологическия институт в Прага. Като такъв той категорично се противопоставя на дългогодишната практика за провеждане на непродуктивни теренни археологически проучвания. Започва интензивна работа по възстановяване на контактите с археологическата гилдия в чужбина и организира ефективното управление на археологическото културно-историческо наследство. Въпреки скептицизма си към бъдещето на Европейския съюз, той играе важна роля в изграждането на културното и интелектуалното единство на Европа. Той е сред съоснователите на „Европейската асоциация на археолозите“. Под негово ръководство работата в Института напълно се цифровизира. Той започва активна дейност за въвеждане на аерофотографията в археологията и използването на недеструктивни методи за изследване на археологическите обекти, за което създава нов научен отдел.
През 1998 г. основава катедрата по археология към Западночешкия университет в Пилзен. В последните години от кариерата си той се посвещава на преподавателска дейност и разработването на нови археологически теории. До 2005 г., като ръководител на катедрата по археология, превръща институцията в една от водещите в Чехия. Създава собствена археологическа школа и публикува редица значими монографии, посветени на теоретичните и методологически въпроси в науката. Вече със статут на заслужил професор, ръководи множество докторанти, като така задава посоката за развитието на цялото поколение чешки археолози.
През последните си години Евжен Неуступни се занимава с т. нар. „Теория на артефактите“. В своя последен труд той пише: „... Създадените от човека артефакти не принадлежат към живата природа, но тези, свързани със сетивния свят обекти, не могат да се разглеждат само като част от мъртвата природа. Има силна връзка между човека и артефакта, като тук не е ясно дали човек живее заради артефакта или артефактът съществува заради човека. Кое от тези две е истина? За един художник от времето на Барока, създал творби, които все още са сред нас, казваме, че ни е напуснал физически, но винаги ще приемаме, че той е вечно жив...“.
Евжен Неуступни почива на 14 февруари 2021 г. на 87 години.

## Признание
Евжен Неуступни е удостоен с редица международни награди, сред които е годишната награда на Съюза на писателите по история през 1999 г. и наградата на фондация Neuron през 2014 г. за своя принос към световната наука.

## Публикации
- Neustupný, J. & Neustupný, E. 1960. Nástin pravěku Československa, Sborník Národního musea v Praze.
- Neustupný, J. & Neustupný, E. 1961. Czechoslovakia before Slavs. Ancient Peoples and Places: Czechoslovakia. Thames & Hudson, London.Sherratt, A. G.
- Neustupný, E. 1967. K počátkům patriarchátu ve střední Evropě. On the beginning of patriarchy in central Europe, (Rozpravy Československé akademie věd). Academia, Praha.
- Neustupný, E. 1970. A New Epoch in Radiocarbon Dating. – Antiquity, 44 (173), 38 – 45.
- Neustupný, E. 1976. Paradigm lost. Glockenbechersymposion, Oberried 1974, Haarlem-Bossum, 241 – 248.
- Neustupný, E. 1982. Prehistoric migrations by infiltration. – Archeologické rozhledy, 34, 278 – 293.
- Neustupný, E. 1983. The demography of prehistoric cemeteries. Demografie pravěkých pohřebišť. – Památky Archeologické, 74, 7 – 34.
- Neustupný, E. 1986. Sídelní areály pravěkých zemědělců. – Památky archeologické, 77, 226 – 234.
- Neustupný, E. 1991. Community areas of prehistoric farmers in Bohemia. – Antiquity, 65, 326 – 331.
- Neustupný, E. 1993. Archaeological method. Cambridge: Cambridge University Press.
- Neustupný, E. 1995. The significance of facts. – Journal of European Archaeology, 3 (1), 189 – 212.
- Neustupný, E. 1998 (ed.). Space in Prehistoric Bohemia, Archeologický ústav v Praze, Prague.
- Neustupný, E., Dvořák, Z. 1983. Výživa pravěkých zemědělců: model. – Památky archeologické, 74, 224 – 257.
- Neustupný, E. 1998. Space in prehistoric Bohemia, Praha.
- Neustupný, E. 2000. Dvě archeologie – Two archaeologies. – Acta historica et museologica Universitatis Silesianae Opaviensis. Opava: Slezská univerzita 5/2000.
- Neustupný, E. 2001a. Hlavní problémy prostorové archeologie – Principal problems of spatial archaeology. – In: J.Kozłowski, E. Neustupný (eds.), Archeologia przestrzeni – Metody i wyniki studiow osadniczych w dorzeczach górnej Laby i Wisły, 7 – 26.
- Neustupný, E. 2001b. The cognitive role of archaeology. – In: Z. Kobyliński (ed.), Quo vadis archaeologie? (Whither European Archaeology in the 21st century?), 30 – 37.
- Neustupný, E. 2003. The Non-Practical Dimensions of Prehistoric Landscapes. – In: Kunow, J. und J. Müller (eds), Archäoprognose Brandenburg I (Forschungen zur Archäologie im Land Brandenburg 8), 291 – 296.
- Neustupný, E. 2004. Remarks on the Origin of the Linear Pottery culture. – In: Lukes, A. and M. Zvelebil (eds), LBK Dialogues (BAR International Series 1304). Oxford, 3 – 5.
- Neustupný, E. (ed.) 2008. Archeologie pravěkých Čech 4. Eneolit (Archaeology of prehistoric Bohemia 4. Eneolithic), Prague 2008.
- Neustupný, E. 2010. Teorie archeologie – Theory of archaeology, Pilsen 2010.
- Neustupný E. 2017. Czech Archaeology Under Communism. – In: Ludomir R. Lozny (ed.): Archaeology of the Communist Era. A Political History of Archaeology of the 20th Century, Springer, London, 151 – 166.